# Henri-Marie Dondra

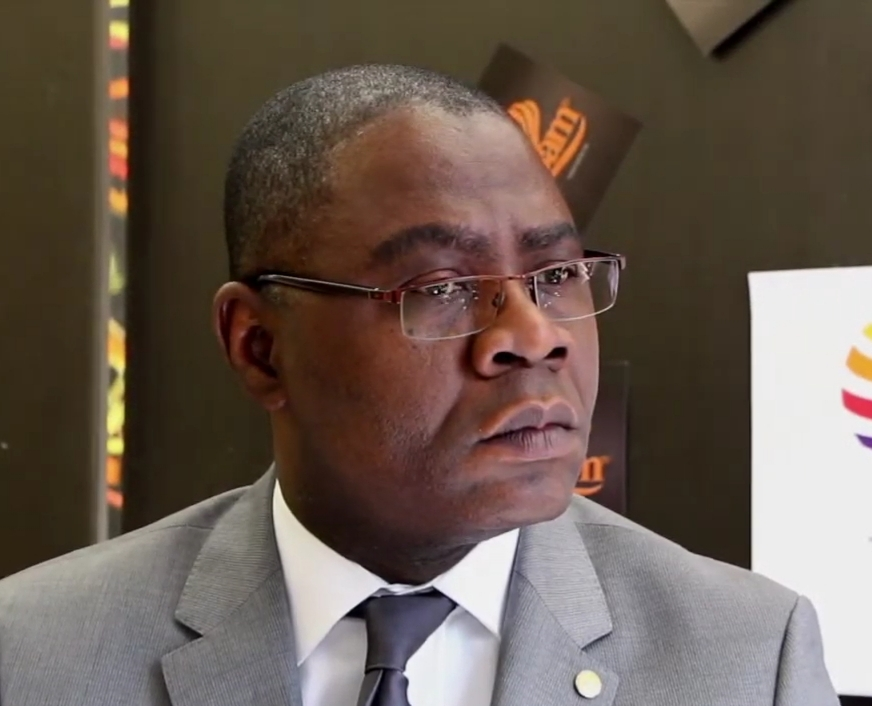
Henri-Marie Dondra

Henri-Marie Dondra (* 14. August 1966 in Bangui) war vom 15. Juni 2021 bis 7. Februar 2022 der Premierminister der Zentralafrikanischen Republik. Abgelöst wurde er von Félix Moloua.
Von 2016 bis zu seiner Ernennung zum Premierminister war er als Finanzminister im Kabinett seines Vorgängers Firmin Ngrébada tätig.